# Леонид Биков
Леонид Фьодорович Биков (на украински: Леонід Федорович Биков) (на руски: Леонид Фёдорович Быков)- украински съветски театрален и филмов актьор, режисьор и сценарист; Заслужил артист на РСФСР (1965), народен артист на Украинската ССР (1974), лауреат на Националната награда на Украйна „Тарас Шевченко“ (1977).

## Биография
Завършва Харковския театрален институт (1951). До 1960 г. работи в Харковския театър на името на Т. Шевченко. В киното от 1952 г.: „Съдбата на Марина“, „Максим Партридж“, „Милият ми човек“, „Опълченци“ и др. Изкуството му се характеризира с лиризъм и мек хумор. Сред режисьорските му творби: „Зайчето“ (1964), „На бой отиват само старците“ (и ролята на Цитаренка, 1974), „Аты-баты, шли солдаты...“ (и ролята на Святкин, 1977 и за двете – Държавната награда на Украйна на името на Т. Р. Шевченко, 1977).
Загива при автомобилна катастрофа на 46-ия километър на магистралата Киев-Минск близо до село Димер. Връщайки се на своята Волга от вилата си недалеч от Киев, когато изпреварва трактор МТЗ-50 с култиватор, той се сблъсква с идващ камион ГАЗ-53. Ударът е в предната дясна врата и е толкова силен, че актьорът е изхвърлен от колата през счупената предна лява врата. В хода на следствените действия са проведени консултации с експерти, състезатели, експерименти на автодрума. Както установява разследването, шофьорът на идващия камион е невинен, виновник за сблъсъка е самият Биков.

## Филмография

### Сценарист
- 1973 – На бой отиват само старците
- 1978 – Пришълец (след смъртта на Биков, заснет отново от Борис Ивченко с различен актьорски състав – звездно пътуване)

### Режисьор
- 1961 – Без значение как въжето се усуква ...
- 1964 – Зайче
- 1971 – Къде сте, рицари?
- 1973 – На бой отиват само старците
- 1977 – Аты-баты, шли солдаты...
- 1979 – Пришълец (не е завършен)